# Vachellia cornigera
Vachellia cornigera é uma espécie de leguminosa do gênero Acacia, pertencente à família Fabaceae.